# Vladimir Osmajić
Vladimir Osmajić, né le 17 mars 1980 à Plužine, est un joueur de handball monténégrin évoluant au poste de défenseur. 